# 59 Elpis
59 Elpis este un asteroid din centura principală, descoperit pe 12 septembrie 1860, de Jean Chacornac.
În mitologia greacă Elpis este zeița speranței. 